# 山口一郎 (哲学者)
山口 一郎（やまぐち いちろう、1947年8月1日 - ）は、日本の哲学者。東洋大学名誉教授。専門は、現象学。

## 来歴
宮崎県生まれ。上智大学大学院哲学研究科修士課程を経て、ミュンヘン大学哲学科に留学し、1979年哲学博士 (PhD) 取得。1996年から2013年まで東洋大学文学部教授。2016年東洋大学名誉教授。

## 著書
- 『他者経験の現象学』、国文社、1985年
- 『現象学ことはじめ―日常に目覚めること』、日本評論社、2002年
- 『文化を生きる身体―間文化現象学試論』、知泉書館、2004年
- 『存在から生成へ―フッサール発生的現象学研究』、知泉書館、2005年
- 『人を生かす倫理―フッサール発生的倫理学の構築』、知泉書館、2008年
- 『実存と現象学の哲学』、放送大学教育振興会、2009年
- 『感覚の記憶―発生的神経現象学研究の試み』、知泉書館、2011年

### 訳書
- エトムント・フッサール『受動的綜合の分析』、国文社、1997年
- B・ヴァルデンフェルス『講義・身体の現象学―身体という自己』、知泉書館、2004年
- B・ヴァルデンフェルス『経験の裂け目』、知泉書館、2009年
- エトムント・フッサール『間主観性の現象学―その方法』、筑摩書房、2012年